# Средняя Бебеха
Средняя Бебеха — река в России, протекает по Нагорскому району Кировской области. Левый приток Малой Бебехи. Водный реестр и Гидрологическая изученность рассматривают реку как правый приток Бебехи.
Река берёт начало восточнее населённого пункта Сочни. Течёт на юг через еловые леса. Впадает в Малую Бебеху севернее населённого пункта Новоселы. Длина реки составляет около 7 км.

## Данные водного реестра
По данным государственного водного реестра России относится к Камскому бассейновому округу, водохозяйственный участок реки — Вятка от истока до города Киров, без реки Чепца, речной подбассейн реки — Вятка. Речной бассейн реки — Кама.
Код объекта в государственном водном реестре — 10010300212111100030429 (общий с низовьем реки Малая Бебеха).